# Klášter voršilek (Hradčany)
Klášter voršilek na Hradčanech je bývalý klášterní areál při kostele sv. Jana Nepomuckého. Dnešní podoba kláštera i s kostelem pochází z doby přestavby Kiliánem I. Dientzenhoferem v letech 1737-1741.

## Historie
Prvních sedm sester řádu sv. Voršily přišlo do Prahy z kláštera v Lutychu roku 1655. Pozvala je hraběnka Lamboyová a přivítal osobně pražský arcibiskup Vojtěch Arnošt kardinál z Harrachu a další významné osobnosti té doby. Po roce 1664 se sestry voršilky usadily v nově vybudovaném klášteře na Novém Městě podle architektonického návrhu Kiliána Ignáce Dientzenhofera.
Hradčanský klášter i s kostelem sv. Jana byl vystavěn v letech 1720–23 v blízkosti starého císařského špitálu ze 14. století. V letech 1737–41 byl klášter přebudován do dnešní podoby, rovněž podle návrhu Kiliána Ignáce Dientzenhofera.
Hradčanský klášter voršilek byl prý jedním z míst, kde se stal první ze čtyř zázraků, který vedl ke svatořečení sv. Jana Nepomuckého, proto také klášterní kostel, který nahradil původní kapli sv. Anny, nese patrocinium tohoto světce.
Již v roce 1784 však byl tento druhý nejstarší klášter uršulinek zrušen v rámci církevních reforem císaře Josefa II. i s přilehlým špitálem sv. Antonína a sv. Alžběty a poté byly využíván jako skladiště vojenského materiálu. Po roce 1945 nebyly prostory využívány. Na přelomu 80. a 90. let 20. století prošel areál rozsáhlou rekonstrukcí.